# Бери заряд!
«Бери заряд!» — российский сервис аренды пауэрбанков, приобретённый компанией Яндекс в конце 2024 года. 

## История
Сервис основан Кириллом Кулаковым в 2018 году. Летом команда сервиса установила первые автоматы в нескольких московских ресторанах. Осенью того же года «Бери заряд!» привлёк первые инвестиции в размере 29 млн рублей и запустил автоматы в Санкт-Петербурге.
В 2019 году компания запустила франшизу и вышла в Геленджик, Сочи, Новосибирск и Минск.
Весной 2021 года сервис привлёк 431 млн рублей инвестиций от группы частных инвесторов.
В мае 2024 года «Бери заряд!» провёл pre-IPO, в ходе которого было привлечено 750 млн рублей. Однако, позднее компания отказалась от планов IPO, вместо этого в декабре 2024 года сервис был куплен компанией «Яндекс» и включён в подразделение Яндекс Go. Аренда пауэрбанков появилась в приложении Яндекс Go в I квартале 2025 года.

## Деятельность
По состоянию на 2024 год «Бери заряд!» занимает около 70% рынка аренды зарядных устройств. Сервис насчитывает около 40 тысяч зарядных станций в более чем 200 городах России, Беларуси, Киргизии и Казахстана. Количество зарегистрированных пользователей — 6 млн человек.

## Критика

### Спор с франчайзи
Осенью 2024 года АО «Заряд!» подала в суд на своего бывшего крупного франчайзи, ООО «Синерджи». Причина — переход «Синерджи» к МТС Юрент и перезапуск зарядных станций под новым брендом. Также компания стала менять договоры со своими франчайзи, чтобы максимально усложнить их переход к конкурентам.